# چوکسافرا
چوکسافرا (به اسپانیایی: Choquesafra) یک کوه در پرو است که در منطقه کوسکو واقع شده‌است. چوکسافرا ۵٬۱۵۲ متر بالاتر از سطح دریا واقع شده‌است.